# Szucsávai nemzetközi repülőtér
A Szucsávai nemzetközi repülőtér (IATA: SCV, ICAO: LRSV) Románia egyik nemzetközi repülőtere, amely Salcea közelében található. Éves utasforgalma 763 969 fő (2022).

## Légitársaságok és úticélok
| Légitársaság | Célállomások                                                            |
| ------------ | ----------------------------------------------------------------------- |
|              |                                                                         |
|              |                                                                         |
| TAROM        | Bukarest                                                                |
| Wizz Air     | Bergamo, Bologna, Larnaca, London–Luton, Memmingen, Rome–Ciampino, Bécs |

## Futópályák
A repülőtér futópályái:
- 16/34

## Forgalom
Az utasforgalom az elmúlt években az alábbi módon változott:
| Utasok száma | 7734 | 20 792 | 32 561 | 27 208 | 20 054 | 57 063 | 352 991 | 188 328 | 763 969 | 746 600 |
|              | 2005 | 2007   | 2009   | 2011   | 2013   | 2016   | 2018    | 2020    | 2022    | 2024    |